# وودسفورد
وودسفورد (به انگلیسی: Woodsford) یک روستا و محله مدنی در بریتانیا است که در دورست غربی واقع شده‌است. وودسفورد ۸۰ نفر جمعیت دارد.